# Közszolgálati műsor
A közszolgálati műsor a 2010. évi CLXXXV. törvényben meghatározott közszolgálati médiaszolgáltatás céljainak megfelelő televíziós vagy rádiós műsorkategória.
Korábban az 1996. évi I. törvény határozta meg, mely 2011. január 1. óta nincs hatályban. A régi jogszabály szerint a közszolgálati műsorok feladata a nézők és hallgatók tájékozódási, kulturális, állampolgári, életviteli szükségleteinek és igényeinek kiszolgálása volt.

## A közszolgálati műsorok kiemelt típusai a korábbi szabályozás alapján
- művészeti alkotás bemutatása
- az egyetemes kultúrát, a magyar kultúrát, a magyarországi nemzeti és etnikai kisebbségek kultúráját bemutató műsor
- a magyarországi nemzeti és etnikai kisebbségek életét, a kisebbségi álláspontokat bemutató műsor
- oktatási, képzési célú ismeretek közzététele
- tudományos tevékenység, tudományos eredmények ismertetése
- egyházi, hitéleti tevékenységet bemutató műsorok
- gyermek- és ifjúsági műsorok
- a gyermekvédelem céljait szolgáló ismeretterjesztő, felvilágosító műsorok
- jogi és közéleti tájékozódást szolgáló műsorok
- egészséges életmódot, környezetvédelmet, természet- és tájvédelmet elősegítő ismeretek terjesztése
- közbiztonságot, közlekedésbiztonságot elősegítő ismeretterjesztés
- az életkoruk, testi, szellemi, lelki állapotuk, vagy társadalmi körülményeik miatt súlyosan hátrányos helyzetű csoportok számára készített műsor
- hírszolgáltatás